# Deutsche Kriegsgräberstätte Korpowo
Die Deutsche Kriegsgräberstätte Korpowo ist ein Soldatenfriedhof etwa 60 Kilometer südöstlich von Staraja Russa.
Sie befindet sich an der Straße von Staraja Russa nach Demjansk nahe dem Dorf Korpowo.
Die Stätte wurde vom Volksbund Deutsche Kriegsgräberfürsorge für die deutschen Soldaten errichtet, die im Gebiet Demjansk (Kessel von Demjansk) fielen. Sie wurde am 2. September 2001 eingeweiht. Auf dem etwa vier Hektar großen Gelände können etwa 60.000 Tote zugebettet werden. Bis Ende 2016 wurden auf der Anlage rund 38 212 Gefallene eingebettet. Auf 89 Granitstelen wurden 30.099 Namen eingetragen.

## Bekannte Gefallene, die hier bestattet wurden
- Hans-Albrecht Löhr (1922–1942), Schauspieler
- Adolf Urban (1919–1943), Fußballspieler